# Креспано-дель-Граппа
Креспано-дель-Граппа, Креспано-дель-Ґраппа (італ. Crespano del Grappa, вен. Grespan) — муніципалітет в Італії, у регіоні Венето, провінція Тревізо.
Креспано-дель-Граппа розташоване на відстані близько 450 км на північ від Рима, 60 км на північний захід від Венеції, 38 км на північний захід від Тревізо.
Населення — 4501 особа (2014).
Щорічний фестиваль відбувається 25 квітня. Покровитель — Святий Марко.

## Демографія
Населення за роками:

Станом на 31 грудня 2014 року в муніципалітеті офіційно проживало 647 іноземців з 31 країни, серед них 130 громадян країн Євросоюзу та 12 громадян України.

## Сусідні муніципалітети
- Борсо-дель-Граппа
- Чизмон-дель-Граппа
- Фонте
- Падерно-дель-Граппа
- Сан-Ценоне-дельї-Еццеліні